# Badamassi Saguirou
Badamassi Saguirou est un athlète nigérien né le 28 novembre 2001 et détenteur du record national du 110 m haies masculin,.

## Carrière
Il a fait ses débuts olympiques en représentant le Niger aux Jeux olympiques d'été de 2020 et a participé à l' épreuve du 100 m masculin. Il a reçu une place universelle pour participer aux Jeux olympiques d'été de 2020. Il a réalisé un record personnel de 10,87 secondes .